# サーマッラー
サーマッラー（سامراء Sāmarrāʾ）はサラーフッディーン県に属するイラクの都市。

## 歴史

### 古代
チグリス川に面しており、メソポタミア文明以来の歴史を持つ。
4世紀のローマ皇帝ユリアヌスが死去した街である。

### アッバース朝の首都
836年、アッバース朝の8代カリフであるムウタスィムは、マムルーク軍団とアッバース朝正規軍の対立を背景として、即位3年ながら都をバグダードからサーマッラーに移した。それから892年までの約50年間サーマッラーはアッバース朝の都であり続け、今日まで残るモスクとしては世界最大であるサーマッラーの大モスクが築かれるなど、一定の繁栄を保った。しかし、東西貿易の幹線道路から外れていたことなどが影響してバグダードを超える都市機能を備えるまでには至らなかった。

### 近代
20世紀に入るとサーマッラーの発掘調査が行われるようになり、1911年にはヘルツフェルト (Ernst Herzfeld) 率いるドイツ調査団がサーマッラーの発掘をおこなった。1965年にはイラク考古局のカッサール (Awad al-Kassar) のもとで大モスクやアッバース宮殿、アル＝アーシク宮殿の修復が行われた。
20世紀に、チグリス川の氾濫を防ぐダムが建設されると、洪水が減って人口が増加し、現在およそ20万人の人口を擁する。
スンナ派が多数を占めているが、シーア派の12代イマームであるムハンマド・アルムンタザルを祀る聖地であり、スンナ派のバアス党を率いて一党独裁していたサッダーム・フセイン元大統領がイラク戦争に敗れて失脚すると、両派の間に緊張が引き起こされるようになった。

## 特産品
サーマッラーは、ラグビーボールを大きくしたようなスイカの名産地として名高い。

## 世界遺産
2007年に「都市遺跡サーマッラー」としてユネスコの世界遺産に登録された。イラクの情勢に鑑みて、登録と同時に「危機にさらされている世界遺産」リストにも加えられた。
主な建造物
- 大モスクと螺旋ミナレット(The Great Mosque and its Spiral Minaret)

焼成煉瓦と石膏モルタルで作られた264ｍ×159ｍの大モスクは、建造された849年～852年ではイスラム世界最大のモスクであった。高さ10.5ｍの壁面は均等に並んだ半円の塔で補強されており、16の門を有している。モスクは開けた中庭を囲う4つの部分から構成されている。螺旋ミナレット（マルウィヤ・ミナレット、Al-Malwiya)はイスラム世界で最も際立ったものである。四角の基礎は一辺32ｍあり、5つの円が層となって54ｍの高さの巨大な螺旋塔を作り上げている。
- アブ・ドゥラフ・モスク（Abu Dulaf Mosque)

街の北部に位置し大モスクと似ているもののより小さいアブ・ドゥラフ・モスクは、四方を柱廊玄関（ポルティコ）で囲われた一つの中庭からなっている。モスクの壁面は半円形の塔で補強されている。ミナレットも大モスクと似通っているが、規模は小さい。
- カリフ宮殿(The Caliphal Palace(Qasr ar-Khalipha))

カリフのアル・ムータシィム・ビラーの命で作られたカリフ宮殿は、大通り沿いのティグリス川を見渡す位置にある。アラブイスラーム世界において最大級の宮殿であり（125ha）、居住区、ホール、施政室、ディワーン、衛兵詰所、休憩所などを含んでいる。後期古代の皇帝宮殿として唯一のもので、初期の配置が完全に残されている。宮殿の発掘は1910年から行われているが、4分の3が未だ埋まったままであり、西側庭園は水没した状態にある。
- アル・フワイシラ宮殿(Al-Huwaysilat Palace)
- バルクワラ宮殿(Balkuwara Palace)
- アル・マシュク宮殿(Al-Ma'shuq Palace)
- バイト・アル・ザハリフ(Bayt al-Zakharif)
- フスン・アル・カディシーヤ(Husn al-Qadisiyya)
- アル・ムシャラハト宮殿(Al-Musharrahat Palace)
- アル・イスタブラト(Al-Istablat)
- テル・アル・アリジ(Tell Al-Alij)
- クバット・アル・スライビーヤ(Qubbat al-Sulaybiyya)
- アル・ジャファリ宮殿(Al-Ja'fari Palace)

### 登録基準
この世界遺産は世界遺産登録基準のうち、以下の条件を満たし、登録された（以下の基準は世界遺産センター公表の登録基準からの翻訳、引用である）。
- (2) ある期間を通じてまたはある文化圏において、建築、技術、記念碑的芸術、都市計画、景観デザインの発展に関し、人類の価値の重要な交流を示すもの。
- (3) 現存するまたは消滅した文化的伝統または文明の、唯一のまたは少なくとも稀な証拠。
- (4) 人類の歴史上重要な時代を例証する建築様式、建築物群、技術の集積または景観の優れた例。